# Adam Ulam
Adam Bruno Ulam (ur. 8 kwietnia 1922 we Lwowie, zm. 28 marca 2000) – polsko-amerykański politolog i historyk, sowietolog, profesor Uniwersytetu Harvarda, brat Stanisława Ulama.   

## Życiorys
Pochodził z zamożnej, zasymilowanej rodziny żydowskiej. Po uzyskaniu świadectwa maturalnego, wraz z bratem, opuścił Polskę emigrując do Stanów Zjednoczonych. Wyjazd nastąpił w zaledwie niecałe 2 tygodnie przed wybuchem II wojny światowej. Jego brat, Stanisław, brał udział w projekcie Manhattan, którego celem była budowa bomby atomowej.  
Po przystąpieniu USA do wojny dwukrotnie, bezskutecznie, próbował wstąpić do armii amerykańskiej. Za pierwszym razem powodem odmowy byli krewni pozostający na terenach okupowanych, a za drugim wada wzroku Ulama – krótkowzroczność. W latach 1944–1947 studiował na Uniwersytecie Harvarda, tamże uzyskał doktorat z filozofii. Autor ponad 20 publikacji książkowych (w latach 1952–1992) i wielu artykułów. Był specjalistą w zakresie zagadnień związanych z historią Rosji i ZSRR oraz okresem zimnej wojny.

## Publikacje
Adam Ulam jest autorem 20 książek oraz kilkudziesięciu publikacji naukowych i artykułów, m.in.:
- The unfinished revolution. An essay on the sources of influence of Marxism and communism, New York: Random House 1960.
- The new face of Soviet totalitarianism, Cambridge: Harvard University Press 1963.
- The Bolsheviks: the intellectual and political history of the triumph of communism in Russia, New York, Collier Books 1968, s. 598 (wyd. 2 Cambridge Mass. – London 1998).
- Expansion and coexistence the history of Soviet foreign policy 1917-67, New York-Washington, Frederick A. Praeger 1969, s. 775
- Communist doctrine and soviet diplomacy, London: Ilford House, 1970.
- The fall of the American university, La Salle, Ill.: The Library Press 1973.
- Expansion and coexistence: Soviet foreign policy 1917-73, New York, Holt, Rinehart and Winston Inc. 1974, s. 797.
- Lenin and the Bolsheviks: the intellectual and political history of the triumph of communism in Russia, London: Fontana/Collins 1975.
- The rivals: America and Russia since World War II, New York: The Viking Press 1971 (wiele wydań).
- Ideologies and illusions: revolutionary thought from Herzen to Solzhenitsyn, Cambridge Mass.: Harvard University Press 1976.
- In the name of the people: prophets and conspirators in prerevolutionary Russia, New York: Viking Press 1977.
- Russia’s failed revolutions: from the Decembrists to the dissidents, New York: Basic Books 1981.
- Dangerous relations. The Soviet Union in world politics 1970-1982, New York – Toronto: Oxford University Press 1984.
- Stalin: the man and his era, Boston, Beacon Press, 1987, s. 760
- The communists. The story of power and lost illusions 1948-1991, New York: Ch. Scribner’s Sons – Toronto: M. Macmillan Canada 1992.
- Understanding the Cold War: a historian’s personal reflections, New Brunswick-London, Transaction Publishers 2002, s. 410

## Publikacje w języku polskim
- Sprawa Kirowa, przeł. Aldona Sidorenko, Kraków: Wydawnictwo Literackie 1991.